# 王沼
王沼（15世紀—16世紀），字文樂，號龍山，北直隸保定府安肅縣人，明朝政治人物。

## 生平
正德十一年（1516年），王沼中式丙子科順天鄉試舉人，嘉靖五年（1526年）成進士，授滕縣知縣，當時正值兵荒，他招集流民，千家人民恢復本業，其後在鄉試分校取士號稱知人，以捕盜為人所知；轉任盧氏知縣，不久棄官回鄉，在家治農課子、捐俸供糧濟貧，讓鄉民感恩。

## 引用
1. 1 2  嘉慶《安肅縣志·卷九·人物上》：王沼，字文樂，號龍山，進士，初知滕縣時兵荒，招集流移，復業者數千家；分校取士號為知人，以捕拒寇為人所知，調盧氏，尋棄官歸。治農課子、鼓捐廩餼以濟貧，鄉閭德之。
2. ↑  嘉慶《安肅縣志·卷六·選舉》：進士……明……嘉靖丙戌科 王沼 瑾之曾孫，字文樂，盧氏縣知縣，有傳……舉人……正德丙子科 王沼 見進士